# كتبغا
كيتوبوقا نويان أو كتبغا نويان (توفي 1260 بالتركي: Ketboğa، بالمنغولية: Хитбух) قائد تركي مسيحي بارز من قبيلة النايمان التي هي جزء من المغول تبعت مذهب كنيسة المشرق، كان مقرباً لهولاكو خان وأحد أبرز قادته رغم كبر سنه. عاونه على غزو بلاد فارس والمشرق العربي. قاد أحد أجنحة الجيش الذي غزا بغداد، وساعد في غزو دمشق. عندما اضطر هولاكو للعودة إلى منغوليا بسبب وفاة شقيقه الخان الأعظم مونكو خان أخذ معه معظم الجيش، أبقى كتبغا قائدا على بقية الجيش الموجود بالشام وكان هو المسؤول عن تقدم الجيش المغولي نحو مصر لملاقاة الجيش المملوكي. وقد قتل في معركة عين جالوت سنة 658هـ/1260م. وكان شيخاً كبيراً قد أسن عند مقتله، وكان يميل إلى دين النصارى، ولكن لا يمكنه الخروج من حكم جنكيز خان في الياساق.

## السيرة الذاتية
هو نائب هولاكو على بلاد الشام، ونوين يعني: أمير عشرة آلاف، وكان قد فتح لأستاذه هولاكو من أقصى بلاد العجم إلى الشام، وقد أدرك جنكيز خان جد هولاكو وكان كتبغا هذا يعتمد في حروبه للمسلمين أشياء لم يسبقه أحد إليها. كان إذا فتح بلداً ساق مقاتلة هذا البلد إلى البلد الآخر الذي يليه، ويطلب من أهل ذلك البلد أن يؤوا هؤلاء إليهم، فإن فعلوا حصل مقصوده في تضييق الأطعمة والأشربة عليهم، فتقصر مدة الحصار عليه، لما ضاق على أهل البلد من أقواتهم، وإن امتنعوا من إيوائهم عندهم قاتلهم بأولئك المقاتلة الذين هم أهل البلد الذي فتحه قبل ذلك، فإن حصل الفتح وإلا كان قد أضعف أولئك بهؤلاء حتى يفني تلك المقاتلة، فإن حصل الفتح وإلا قاتلهم بجنده وأصحابه مع راحة أصحابه وتعب أهل البلد وضعفهم حتى يفتحهم سريعاً.
وكان يبعث إلى الحصن يقول: إن ماءكم قد قلَّ فنخشى أن نأخذكم عنوة فنقتلكم عن آخركم، ونسبي نساءكم وأولادكم فما بقاؤكم بعد ذهاب مائكم، فافتحوا صلحاً قبل أن نأخذكم قسراً. فيقولون له: إن الماء عندنا كثير فلا نحتاج إلى ماء. فيقول: لا أصدق، حتى أبعث من عندي من يشرف عليه فإن كان كثيراً انصرفت عنكم. فيقولون: ابعث من يشرف، عليه فيرسل رجالاً من جيشه معهم رماح مجوفة محشو سماً، فإذا دخلوا الحصن الذي قد أعياه ساطوا ذلك الماء بتلك الرماح على أنهم يفتشونه ويعرفون قدره، فينفتح ذلك السم ويستقر في ذلك الماء فيكون سبب هلاكهم وهم لا يشعرون.
قال عنه الشيخ قطب الدين اليونيني: قد رأيته ببعلبك حين حاصر قلعتها، وكان شيخاً حسناً له لحية طويلة مسترسلة قد ضفرها مثل الدبوقة، وتارة يعلقها من خلفه بأذنه، وكان مهيباً شديد السطوة قال: وقد دخل الجامع فصعد المنارة ليتأمل القلعة منها، ثم خرج من الباب الغربي فدخل دكاناً خراباً فقضى حاجته والناس ينظرون إليه وهو مكشوف العورة، فلما فرغ من حاجته مسحه بعض أصحابه بقطن ملبد مسحة واحدة.

## قيادة الجيوش

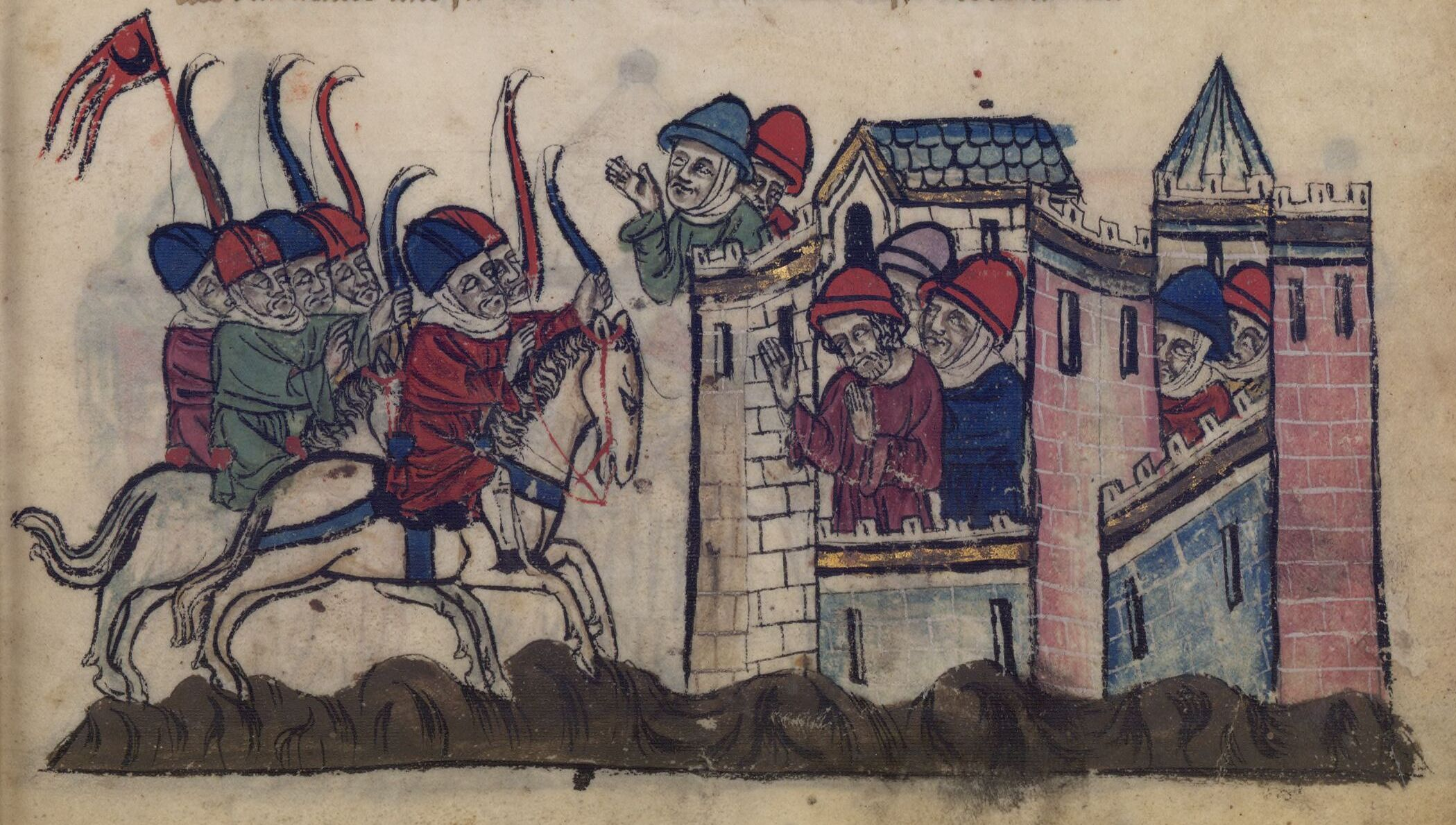
حصار صيدا: كتبغا في مواجهة جوليان غرينيه عام 1260. من Fleur des histoires d'orient.

أصدر مونكو خان أوامره إلى كتبغا لمحاربة الإسماعيليين النزاريين وأخذ قلاعهم في 1252. ومع تقدم هولاكو انتقل كتبغا إلى غرب بلاد فارس بعد سلسلة من عمليات الحصار للمدن. وكان آمرا لإحدى الأجنحة التي اكتسحت بغداد، وتوجه مع آمره لحصار دمشق. فقد هرب الناصر يوسف بجيشه وصحبه الملك المنصور صاحب حماة باتجاه غزة بفلسطين. تاركين مدينة دمشق بلا قوة عسكرية تحميها، فقرر أعيانها باتفاق الأمير الزين الحافظي على تسليم المدينة إلى هولاكو، فتسلمها بعض الأمراء الذين بعث بهم هولاكو إلى الملك الناصر وهو على برزة. ودخلها المغول دون إراقة الدماء ليلة الاثنين السابع من صفر 658هـ/ديسمبر 1260م بعد أن كتب هولاكو أمانًا لأهل دمشق وما حولها. أما القلعة فقد أَغَلَق واليها بدر الدين محمد بن قراجا أبوابها رافضا الخضوع للمغول، فعمد كتبغا إلى محاصرتها، حتى استسلمت للمغول، فنهبوا كل ما تحويه، واجتهدوا في خراب أسوارها، وقتلوا من كان به. يقول رنسيمان: «بسقوط المدن الثلاث الكبرى: بغداد وحلب ودمشق، تراءى كأن الإسلام في غرب آسيا حان أجله. ففي دمشق، وفي سائر الجهات في غرب آسيا، لم يكن الفتح المغولي من معنى سوى انتعاش المسيحيين المحليين. وإذا كان كتبغا نفسه مسيحيا، فلم يخف عواطفه. فأضحى المسلمون في الشام ولأول مرة منذ القرن السابع -الفتح الإسلامي- أقلية مغلوبة على أمرها فأخذوا يتحرقون للانتقام».

## ما قبل المواجهة مع المماليك
خلال تلك الفترة سحب هولاكو معظم جيشه متجها إلى فارس بسبب الأحداث التي جرت في العاصمة المنغولية: حيث توفي أخوه الخان العظيم مونكو خان في الصين سنة 655هـ/1257م وتنازع أخواه الآخرين قوبلاي وأريق بوكا على ولاية العرش. وبالرغم من أن هولاكو له الحق أن ينافسهم على عرش المغول، غير أنه عدل عن ذلك بسبب ماتهيأ له من الفتح والظفر في إيران والشام. وإن كان يرى أن قوبلاي أجدر بتولي هذا المنصب، لذا فهو حريص على حضور القورلتاي ليزكي ترشيح قوبلاي كخان أعظم. ومن ناحية أخرى كان هولاكو يعلم بتهديد ابن عمه بركة خان الذي يحكم القبيلة الذهبية بالقبجاق، وصار يتوعده بالانتقام بسبب ما اقترفه من مذابح للمسلمين ولتجرئه على مقام الخلافة وقتل الخليفة. لهذا اضطر هولاكو للعودة إلى إيران وفي نيته أن يكتفي بما فُتِح، ولكن الحاح المسيحيين الشرقيين وفي مقدمتهم الملك هيتوم [الإنجليزية] ملك أرمينية الذي جعل هولاكو يوافق على أن يترك قائده كتبغا وتحت إمرته 2 دومين أي عشرة آلاف مقاتل. فبقي كتبغا مسئولا عن بقية جيش المغول الموجود في الشام.

### موقف الصليبيين
حاول كتبغا المسيحي التحالف مع مملكة بيت المقدس الصليبية ولكن بابا الفاتيكان منع وحرم التحالف مع المغول. ثم أتت حادثة قتل ابن أخي كتبغا بواسطة الفرسان الصليبين بصيدا فاكتسح صيدا عقابا على ذلك. أما الصليبيون في عكا فقد اتجه قطز إلى مسالمتهم ومهادنتهم، واستأذنهم بعبور جيشه الأراضي التي يحتلونها وطلب منهم الوقوف على الحياد من الحرب ما بين المماليك والمغول. إلا إن الصليبيين سلموا بأن المسألة هي مسألة وقت ثم يكتسحهم المغول ويدمرونهم كما دمروا غيرهم، فلذلك غضوا الطرف على عبور المماليك أراضيهم ولم يتصدوا لهم. وقد بر على مابدى اولئك الصليبيين بوعدهم فلم يغدروا بالمعسكر الإسلامي من الخلف. في 15 شعبان 658هـ/أغسطس 1260 م خرج قطز يسبقه بيبرس البندقداري ليكشف أخبار المغول. واجهت سرية بيبرس طلائع جنود المغول في منطقة قرب غزة، كان قائد المغول في غزة هو بايدر أخو كتبغا الذي أرسل له كتابا يعلمه فيه بتحرك المسلمين، أخذ بيبرس في مناوشة وقتال المغول حتى انتصر عليهم. اتجه بعدها قطز إلى غزة ومنها عن طريق الساحل إلى شمال فلسطين. في تلك الأثناء اجتمع كتبغا الذي كان في بعلبك بالبقاع مع وجهاء جيشه، فاستشار الأشرف صاحب حمص والمجير بن الزكي، فأشاروا عليه بأنه لا قبل له بالمظفر حتى يعود سيده هولاكو خان، ومنهم من أشار إليه -اعتمادا على قوة المغول التي لا تقهر- أن ينطلق لقتالهم. اختار كتبغا أن يتجه لقتالهم فجمع جيشه وانطلق باتجاه جيش المسلمين حتى لاقاهم في المكان الذي يعرف باسم عين جالوت.

### المعركة
التقى الفريقان في المكان المعروف باسم عين جالوت في فلسطين في 25 رمضان 658 هـ/3 سبتمبر 1260 م (وقت وصول الجيشين تماما مختلف فيه). قامت مقدمة الجيش بقيادة بيبرس بهجوم سريع ثم انسحبت متظاهرة بانهزام مزيف هدفه سحب خيالة المغول إلى الكمين، في حين كان قطز قد حشد جيشه استعدادا لهجوم مضاد كاسح، ومعه قوات الخيالة الفرسان الكامنين فوق الوادي.
وانطلت الحيلة على كتبغا فحمل بكل قواه على مقدمة جيش المسلمين واخترقه وبدأت المقدمة في التراجع إلى داخل الكمين، وفي تلك الأثناء خرج قطز وبقية مشاة وفرسان الجيش وعملوا على تطويق ومحاصرة قوات كتبغا، حيث كانت جيوش المسلمين ينزلون من فوق تلال الجليل، والمغول يصعدون إليهم. ثم هجم كتبغا بعنف شديد إلى درجة أن مقدمة جيش المسلمين ازيحت جانبا، فاستبسل كتبغا في القتال، فاندحر جناح ميسرة عسكر المسلمين وإن ثبت الصدر والميمنة‏، وعندئذ ألقى السلطان قطز خوذته عن رأسه إلى الأرض وصرخ بأعلى صوته «واإسلاماه»، وحمل بنفسه وبمن معه حتى استطاعوا ان يشقوا طريقهم داخل الجيوش المغولية مما أصابها بالاضطراب والتفكك. ولم يمض كثيرا من الوقت حتى هزم الجيش المغولي ونصح بعض القادة كتبغا بالفرار فأبى الهوان والذل وقتل بعض أصحابه وجرت بينه وبين رجل يدعى العرينان مبارزة حيث لم يمض وقت طويل عليها حتى سقط كتبغا صريعا مجندلا على الأرض وكان انتصار كبير للمسلمين. وقد ذكر بعض المؤرخين منهم ابن كثير أن كتبغا قتل في أثناء معركة عين جالوت علي يد أحد أمراء المماليك واسمه جمال الدين آقوش الشمسي. وكان المؤرخون المسلمون منصفين، إذ اعترفوا اعترافا صريحا بما كان يتصف به القائد المغولي كيتبوقا من صفات المحاربين الشجعان، وبما ابدأه من ضروب البطولة المنقطعة النظير في كل المعارك التي اشترك فيها إلى أن وقع أخيرا في اسر المصريين، فكانت نهايته على أيديهم. فرشيد الدين يقرر أن كتبغا - عندما شعر بأنه خسر المعركة- صار يضرب يمينا وشمالا غيرة وحمية. وكان يكر على أعدائه فحثه جماعة من أتباعه على الهرب ولكنه لم يستمع إلى نصحهم وقال: «لا مفر من الموت هنا. فالموت مع العزة والشرف خير من الهرب مع الذل والهوان...». ورغم أن جميع جنوده قد انفضوا من حوله، فقد ظل وحده في ميدان المعركة يكافح ألف رجل، إلى أن كبا به جواده في نهاية الأمر فوقع في الأسر. وقد أسر ابنه، وكان شاباً حسناً، فأحضر بين يدي المظفر قطز فقال له: أهرب أبوك ؟ قال: إنه لا يهرب، فطلبوه فوجدوه بين القتلى، فلما رآه ابنه صرخ وبكى، فلما تحققه المظفر سجد لله تعالى ثم قال: أنام طيباً. كان هذا سعادة التتار، وبقتله ذهب سعدهم، وهكذا كان فلم يفلحوا بعده أبداً، وكان قتله يوم الجمعة الخامس والعشرين من رمضان.
أما المؤرخ ابن تغري بردي فيقول عن كتبغا ضمن وقائع سنة ستمائة وثمان وخمسون هجرية: «كان كتبغا نوين عظيما عند التتار يعتمدون على رأيه وشجاعته وتدبيره، وكان بطلا شجاعًا مقدامًا، خبيرًا بالحروب وافتتاح الحصون. والاستيلاء على الممالك. وهو الذي فتح معظم بلاد العجم والعراق. وكان هولاكو ملك التتار يثق به ولا يخالفه فيما يشير إليه، ويتبرك برأيه. يحكى عنه عجائب في حروبه. وكانت مقتلته في يوم الجمعة خامس والعشرين من شهر رمضان في المصاف على عين جالوت.» تلك المعركة كانت بداية النهاية للإمبراطورية المنغولية.